# Polycerella
Polycerella A.E. Verrill, 1880 è un genere di molluschi nudibranchi della famiglia Polyceridae.

## Tassonomia
Il genere comprende due specie:
- Polycerella emertoni A. E. Verrill, 1881 - specie tipo
- Polycerella glandulosa Behrens & Gosliner, 1988